# Open Internet Project
L'Open Internet Project (OIP) a été créée le 12 mars 2014 à Boulogne-Billancourt (France). L'association, basée à Paris, a vocation à agir en groupe d'influence (ou lobby)  auprès des instances de l'Union européenne et de ses gouvernements nationaux  afin de défendre le secteur digital européen. Elle ambitionne de mobiliser l'opinion contre les pratiques anticoncurrentielles des GAFAM et de leur hégémonie ,.  
Parmi ses membres on trouve : Qwant, le Geste, le GNI, la Société des auteurs, compositeurs et éditeurs de musique (SACEM), Solocal, Hubert Burda Media, Clever-Cloud, AT Internet, Visual Meta, GibMedia, Mailo ou encore Whaller. 
Parmi les initiatives prises par l'Open Internet Project, on peut citer la plainte contre la société Google ,, débouchant sur la condamnation de cette dernière à payer 2,6 milliards d'euros d'amende pour Google Shopping et 4,2 milliards d'euros pour Android ,,. 
Son délégué général est Léonidas Kalogeropoulos . 
L'OIP est déclaré en tant que représentant d'intérêts auprès de la Haute Autorité pour la transparence de la vie publique (HATVP), pour un budget compris entre 10 000 et 25 000 euros, et un chiffre d'affaires inférieur à 100 000 euros. 